# Michał Sowiński
Michał Sowiński (ur. 17 lipca 1934 w Krakowie, zm. 26 grudnia 2009 w Gliwicach) – polski artysta fotograf, uhonorowany tytułem Artiste FIAP (AFIAP), członek rzeczywisty i członek honorowy Fotoklubu Rzeczypospolitej Polskiej. Członek Związku Polskich Artystów Fotografików. Członek założyciel Gliwickiego Towarzystwa Fotograficznego.

## Życiorys
Michał Sowiński w dzieciństwie mieszkał we Lwowie, od 1951 roku mieszkał w Gliwicach. W 1961 roku był jednym z pomysłodawców i współzałożycieli Gliwickiego Towarzystwa Fotograficznego. W 1978 roku został przyjęty w poczet członków Związku Polskich Artystów Fotografików. W latach 1981–1983 był wykładowcą fotografii na Wydziale Radia i Telewizji Uniwersytetu Śląskiego oraz Wyższym Studium Fotografii przy Ministerstwie Kultury i Sztuki. Prowadził warsztaty fotograficzne, organizowane przez Polską Federację Stowarzyszeń Fotograficznych w Uniejowie. Był autorem i współautorem wielu wystaw fotograficznych; indywidualnych i zbiorowych, krajowych i międzynarodowych, m.in. organizowanych pod patronatem FIAP. Szczególną tematyką w pracach Michała Sowińskiego była fotografia aktu. Jego fotografie znajdują się w zbiorach Muzeum Narodowego we Wrocławiu, Muzeum w Gliwicach oraz archiwum Zarządu Głównego ZPAF.
W 2007 roku Muzeum w Gliwicach wydało okolicznościowy katalog poświęcony fotografii Michała Sowińskiego, z okazji 50-lecia twórczości fotograficznej – autorka Katarzyna Kalina. Michał Sowiński jest dwukrotnym laureatem Dyplomu Ministra Kultury i Sztuki – „Za zasługi w Upowszechnianiu Kultury”. W 1985 roku został laureatem Nagrody Artystycznej Prezydenta Miasta Gliwice.
W 1972 roku Michał Sowiński został uhonorowany tytułem Artiste FIAP (AFIAP), nadanym przez Międzynarodową Federację Sztuki Fotograficznej FIAP.
Zmarł 26 grudnia 2009 w Gliwicach, nabożeństwo żałobne odbyło się w kościele Podwyższenia Krzyża Świętego w Gliwicach – 30 grudnia 2009.

## Odznaczenia (tytuły)
- Zasłużony dla Fotografii Polskiej
- Odznaka „Zasłużony Działacz Kultury”

Źródło